# Йигева (волость)
Йи́ґева (ест. Jõgeva vald) — волость в Естонії, адміністративна одиниця повіту Йиґевамаа.

## Географічні дані
Площа волості — 1040 км2, чисельність населення на 1 січня 2021 року становила 13 122 осіб.

## Історія
Волость утворена 2017 року шляхом об'єднання волостей Йигева, Паламузе, Торма та міста Йигева.

## Населені пункти
Адміністративний центр — Йиґева.
На території волості розташовані 7 селища (ест. alevik):
Йиґева (Jõgeva alevik), Куремаа (Kuremaa), Лайузе (Laiuse), Паламузе, Садала, Сіймусті (Siimusti), Торма;
та 89 сіл (ест. küla):
Алавере (Alavere), Ваймаствере (Vaimastvere), Вана-Йиґева (Vana-Jõgeva), Видувере (Võduvere), Вийквере (Võikvere), Віліна (Vilina), Вірувере (Viruvere), Вяґева (Vägeva), Вяльяотса (Väljaotsa), Еллаквере (Ellakvere), Ендла (Endla), Иуна (Õuna), Каера (Kaera), Кассінурме (Kassinurme), Кауде (Kaude), Киола (Kõola), Ківіярве (Kivijärve), Куріста (Kurista), Кярде (Kärde), Лайузевялья (Laiusevälja), Лемувере (Lemuvere), Липе (Lõpe), Лійвоя (Liivoja), Мийзамаа (Mõisamaa), Моорітса (Mooritsa), Падувере (Paduvere), Пайнкюла (Painküla), Пакасте (Pakaste), Палупере (Palupere), Патьяла (Patjala), Педья (Pedja), Раадувере (Raaduvere), Роге (Rohe), Селлі (Selli), Соомевере (Soomevere), Тейлма (Teilma), Тоома (Tooma).